# Битва у одинокой сосны
Битва у одинокой сосны (англ. Battle of Lone Pine, также известна как битва при Канлы Сырте - англ. Battle of Kanlı Sırt, тур. Kanlısırt Muharebesi) — сражение между силами австралийского экспедиционного корпуса и армией Османской империи во время Галлипольской кампании Первой мировой войны; проходило в период между 6 и 10 августа 1915 года. Битва являлась частью отвлекающей атаки, призванной отвлечь внимание Османской империи от основного удара — на Сари Баир, Чунук Баир и Холм 971 — который стал известен как Августовское наступление. Австралийцам, первоначально силами в бригаду, удалось захватить основную линию обороны — траншею, которую в первые несколько часов боев защищал один батальон; однако в течение следующих трех дней боевые действия продолжались, так как османская армия получила подкрепление и предприняла многочисленные контратаки в попытке вернуть утраченные позиции. Когда контратаки усилились, австралийцы были вынуждены ввести в бой еще два батальона. Наконец, 9 августа османская армия прекратила дальнейшие попытки отбить позицию. Тем не менее — несмотря на австралийскую победу на данном участке — более широкое наступление войск Антанты потерпело неудачу.

## Ход сражения

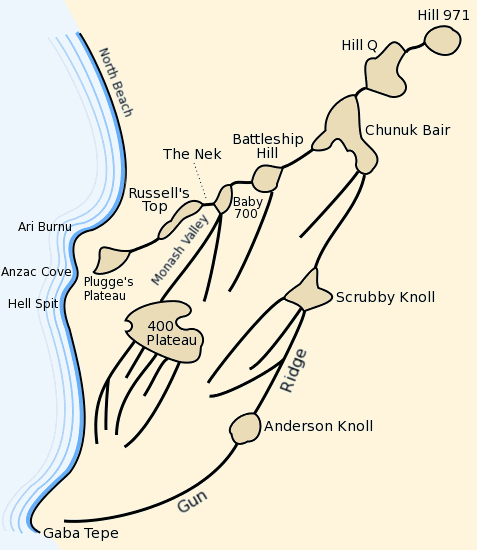
Плато и хребты

### Подготовка
Ширина фронта атаки составляла 150 м, а расстояние между двумя линиями траншей — около 70 м. Чтобы уменьшить расстояние, которое нужно было пересечь по открытой местности, австралийцы спроектировали ряд тоннелей. Предварительная бомбардировка османских позиций длилась три дня — большинство османских частей смогло укрыться от неё.
Каждому солдату в первых двух волнах наступления выдали 200 патронов, а также дневной паёк и различное снаряжение, включая противогаз. Третья волна получила такое окопную экипировку, для защиты от неизбежной контратаки османской войск. В качестве поддержки, каждый батальон имел четыре средних пулемета Виккерса с 3500 патронами и специальный взвод с 1200 гранатами, выделенными для атаки. Кроме того, в рядах атакующих присутствовал небольшой инженерный отряд.

### Первоначальная атака
В 17:30 австралийская 1-я пехотная бригада атаковала первой волной в 1800 человек: половина сил прошла через тоннели, а другая половина — пересекла открытую местность. Потери среди первой волны нападавших были «относительно легкими», поскольку защитники на передовой линии по-прежнему укрывались от артиллерийского обстрела и не успели вернуться на свои огневые рубежи.
Когда австралийцы дошли до неприятельских окопов, они обнаружили дополнительную бревенчатую преграду, не найденную воздушной разведкой. Когда османские защитники восстановились от первого шока, они начали расстреливать австралийцев в упор — через специальные отверстия. Небольшим группам австралийцев удалось пробиться к штабу османского полка — в последующих боях почти все они были убиты. В итоге, атака стала успешной, поскольку нападавшие овладели главной линией османской обороны.

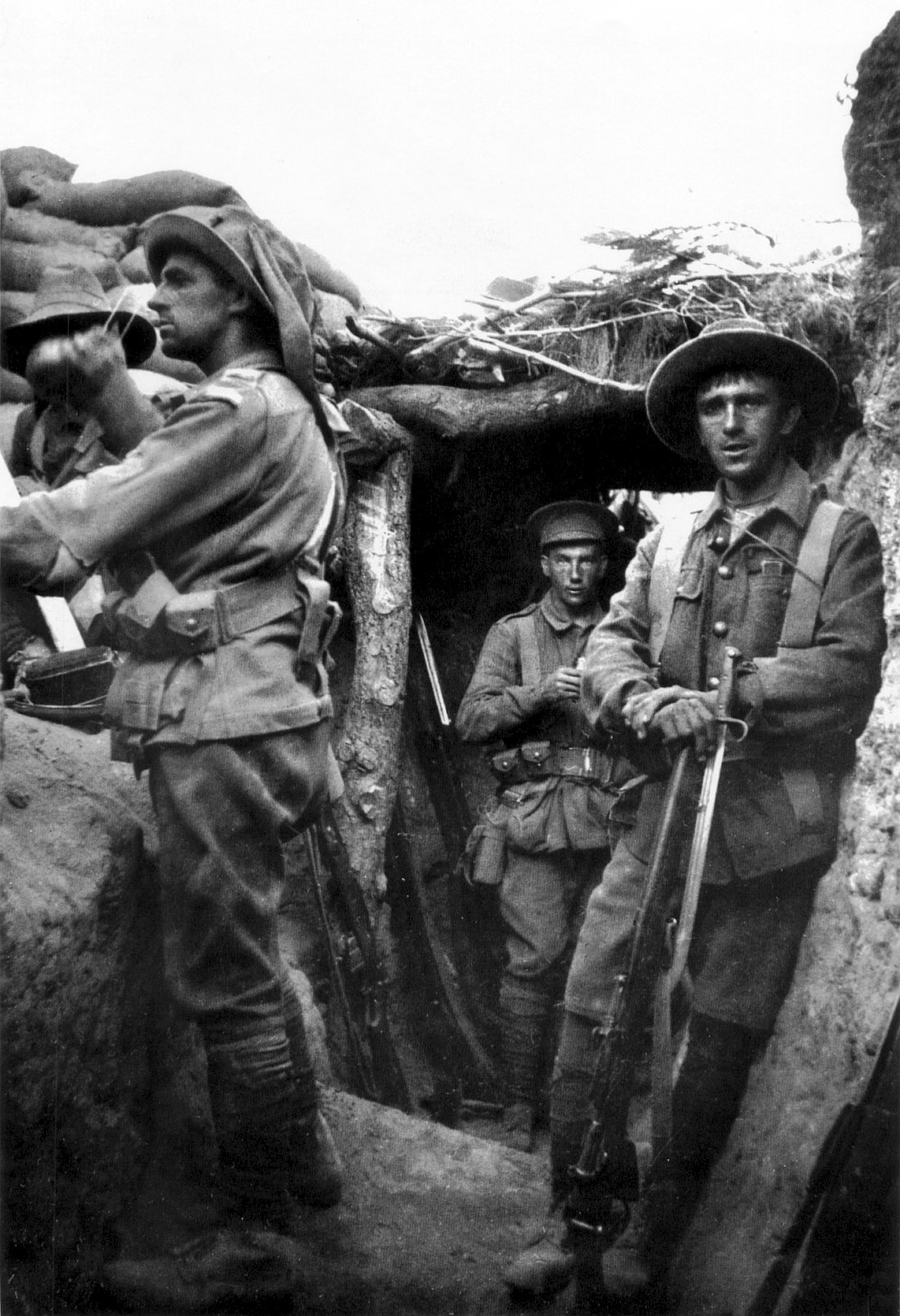
Австралийские войска в захваченных турецких траншеях у одинокой сосны, 6 августа 1915 года

### Контратаки
Вскоре после наступления темноты, около 7:00 вечера, произошла первая контратака: атакуя ручными гранатами, османские солдаты вели боевые действия в сложном лабиринте траншейной системы. Австралийцы блокировали коммуникационные траншеи — часто, телами погибших — чтобы сорвать «набеги». В течение следующих трех дней османские части продолжали наносить удары — но безуспешно.

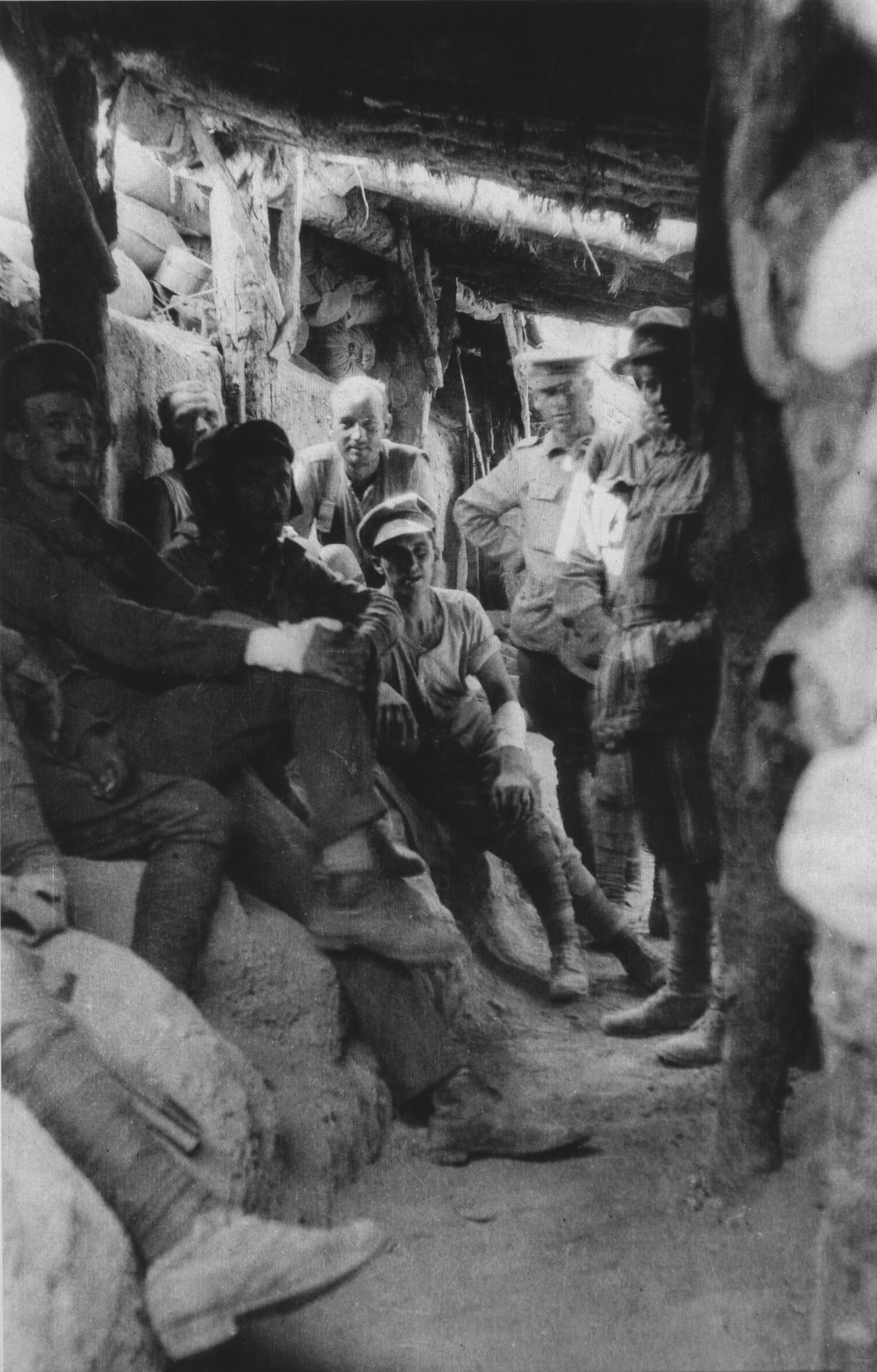
Захваченная турецкая траншея у одинокой сосны

## Потери
В большинстве современных источников потери Османской империи оцениваются в пределах от 5000 до 6000 (или 7000) человек, из которых 1520 составляли убитые, 4700 раненые, 760 числятся пропавшими без вести, а 134 попали в плен. Из австралийских войск, начавших наступление, почти половина погибла: общие потери во время сражения составили 2 277 человек убитыми или ранеными. Среди австралийских офицеров потери были особенно велики: командиры 2-го и 3-го батальонов были убиты, ведя в бой свои войска.

## Последствия и память
Бои были «одними из самых ожесточенных» из тех, что австралийцам приходилось вести до этого момента. Территория, захваченная во время сражения, составляла в общей сложности около 150 метров в длину и 300 метров в ширину. Высшее командование полагало, что австралийцами был достигнут тактический успех. В конечном итоге, более широкое наступление потерпело неудачу и впоследствии на полуострове Галлиполи сложилась тупиковая ситуация.

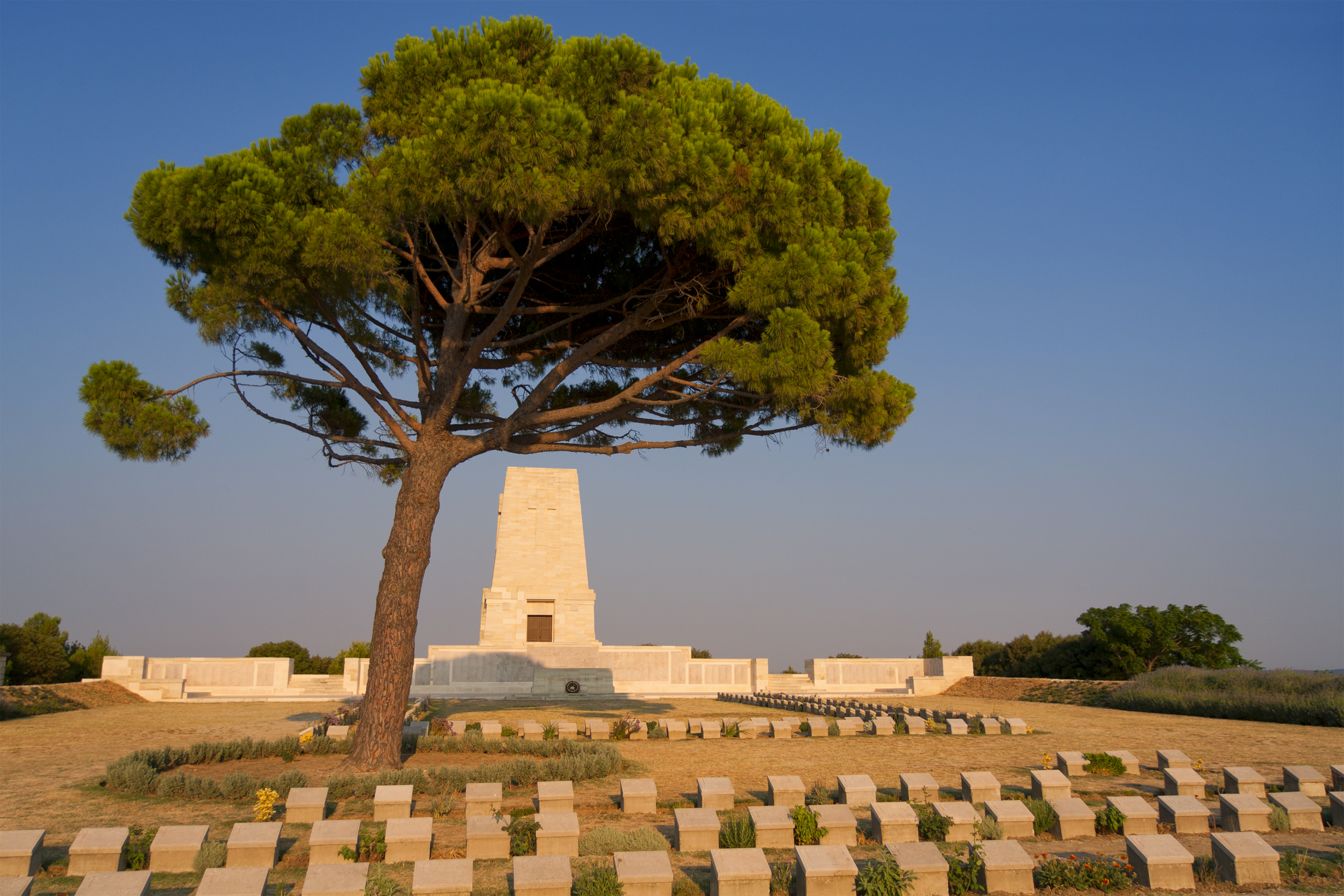
Мемориал воинских захоронений у одинокой сосны

В результате того, что современные австралийцы придают большое значение событиям 1915 года в «Lone Pine», местный мемориал является местом ежегодного проведения траурных мероприятий. После церковной службы, австралийские гости собираются у мемориала, чтобы почтить память своих соотечественников, которые сражались и погибли в Галлиполи. В Национальном музее мировой войны в Новой Зеландии, как и в Австралийском военном мемориале, есть экспонаты с поля битвы. Существует множество мест в Австралии, названных в честь битвы.